# ガスパール・ファン・エイク
ガスパール・ファン・エイク（Gaspar van Eyck、Casper van Eyckとも、1613年2月6日が洗礼日 - 1674年以前に没）は、17世紀フランドルの画家である。風景画や海洋画、海戦を題材にした作品を描いた。ジェノヴァやマドリードでも働いた。

## 略歴
アントウェルペンで、リエージュ司教領出身の仕立て屋の息子に生まれた。弟に戦争の場面や騎馬人物を描いた画家のニコラース・ファン・エイク(Gaspar van Eyck: 1617-1679)がいる。
1625年から海洋画を得意とするアントウェルペンの画家アンドリース・ファン・エールトフェルト(Andries van Eertvelt: 1590-1652)の弟子になり、アントウェルペンの聖ルカ組合に登録され、1632年か1633年に親方として組合に登録された 。
1632年にジェノヴァに旅した。ジェノヴァでは、アントウェルペン出身の画家、版画家、画商のコルネリス・デ・ワール(Cornelis de Wael: 1592-1667)のもとで働いた 。コルネリス・デ・ワールは兄のルーカス・デ・ワール(Lucas de Wael: 1591-1661)と1628年にジェノヴァに工房を開き、多くのフランドル出身の画家が働いたり、訪問したりしていた。
ローマなどで働いた後、1649年と1950年には、スペインのマドリードの宮廷で働いた可能性が高いとされる。プラド美術館には1649年の日付のあるガスパール・ファン・エイクの作品2点などが収蔵されている。マドリードではカンブレー生まれで1630年代の終わりからスペイン宮廷で働くジョヴァンニ・ディ・フィリッポ・デル・カンポ(Giovanni di Filippo del Campo: 1600-1648)と共作し、ファン・エイクの海洋画に人物を描いたとされている.。1656年にアントウェルペンに戻るが、その年ブリュッセルに移り、亡くなるまでブリュッセルで暮らしたが、精神を病み両親の死後、聖職者であった兄の保護を受けたとされる。

## 作品

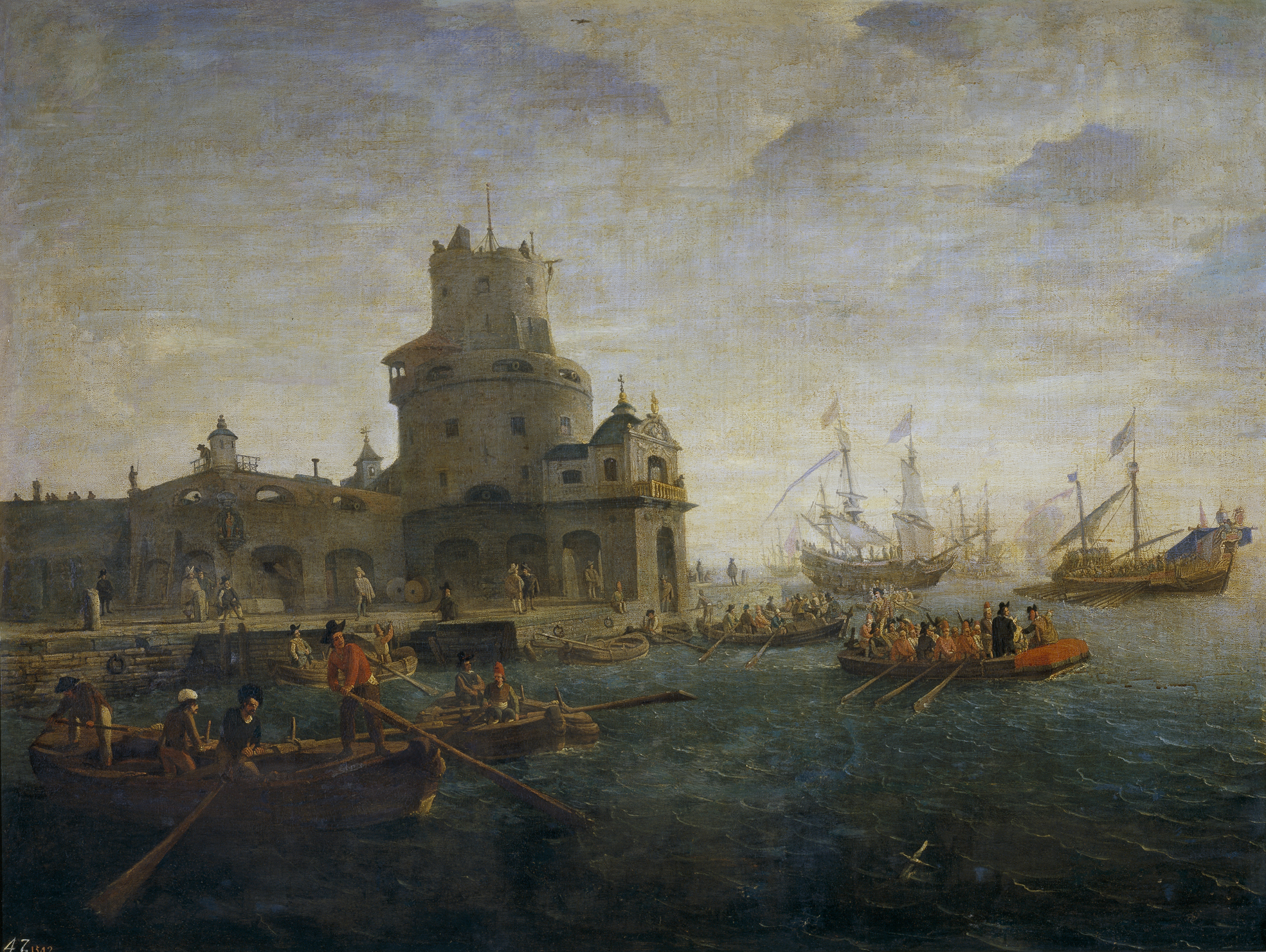
海岸の風景 (1649) プラド美術館
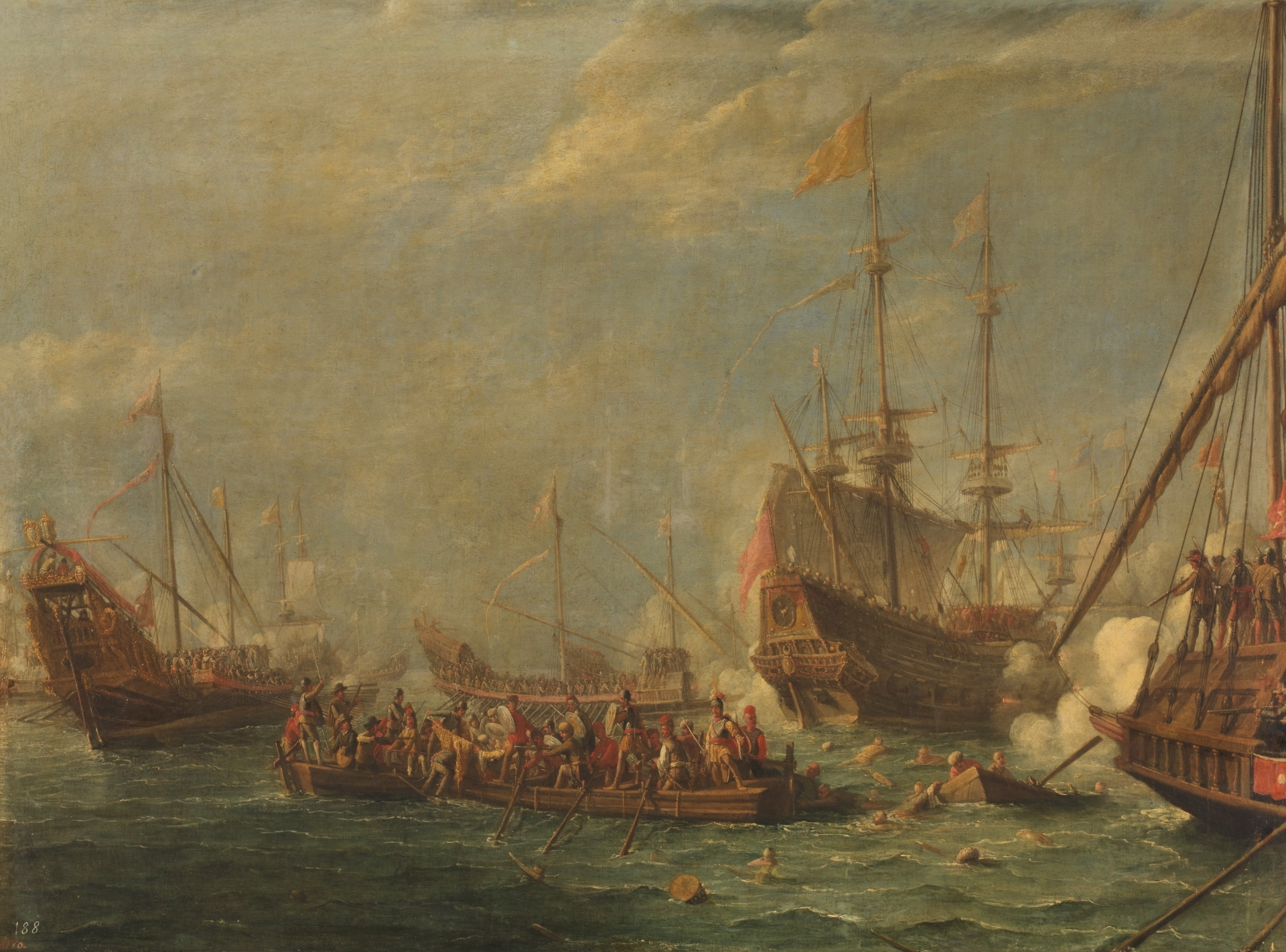
トルコ軍とマルタ軍の海戦 (1649) プラド美術館
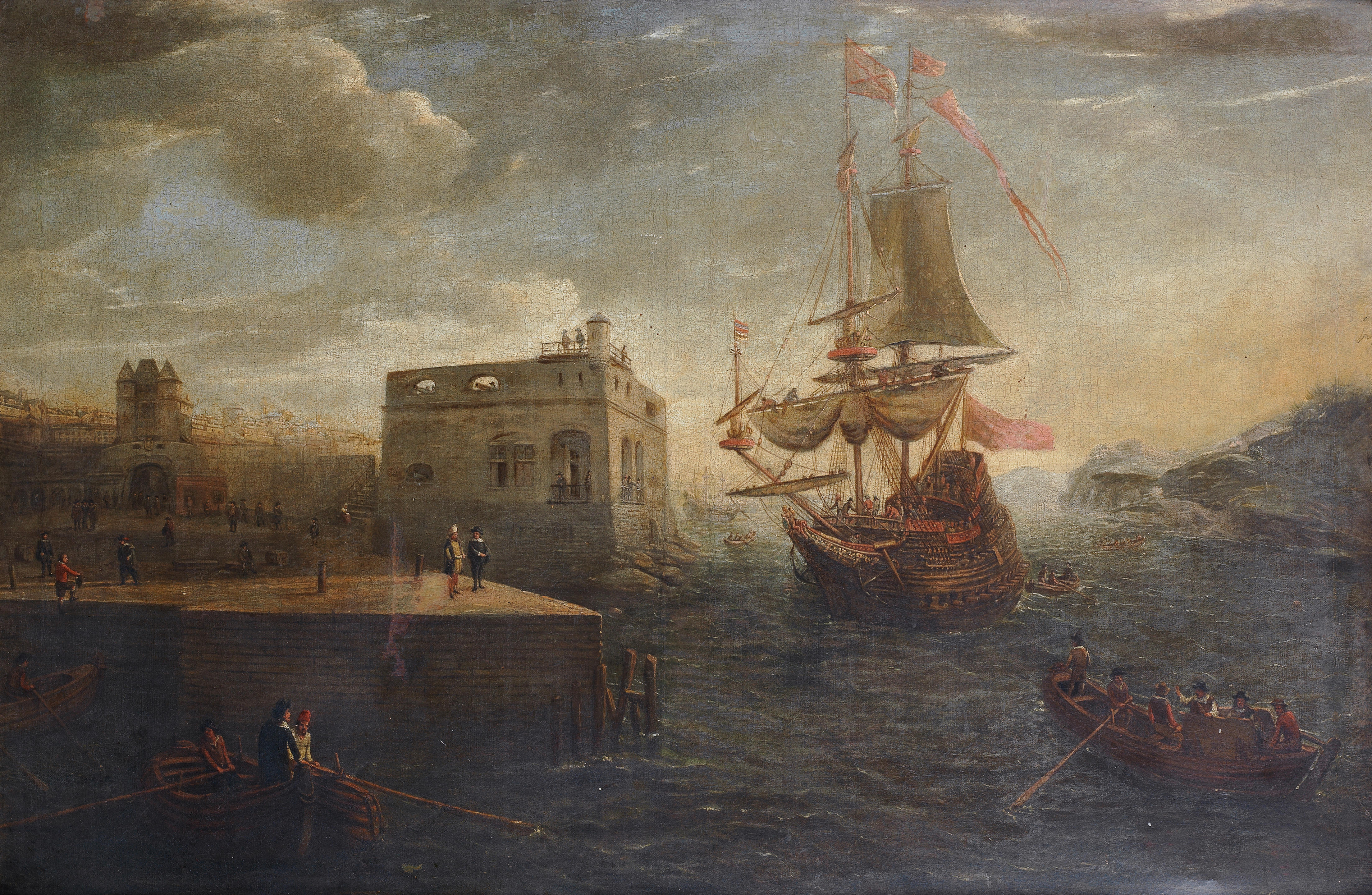
ボートで絵を描く画家のいる港の風景